# جو كيوبرت
جو كيوبرت (بالإنجليزية: Joe Kubert)‏ مواليد 18 سبتمبر 1926 في أوكرانيا - الوفاة 12 أغسطس 2012 في نيوجيرسي، كان فنان كتب قصص مصورة أمريكي. معروف بصنع شخصية دي سي كومكس «هوكمان». فاز بجائزة إيسنر سنة 1977.

## وصلات خارجية
- الموقع الرسمي
- جو كيوبرت على موقع IMDb (الإنجليزية)
- جو كيوبرت على موقع قاعدة بيانات الفيلم (الإنجليزية)